# 聖公會卡舍爾暨奧索里教區
聖公會卡舍爾暨奧索里教區（英語：United Dioceses of Cashel, Waterford and Lismore with Ossory, Ferns and Leighlin）是聖公會愛爾蘭教會都柏林教省下面的一個教區。
教區位於愛爾蘭的東南部，原為五個獨立的教區，1977年合併至今。教區座堂有五處。現任教區主教為邁克爾·布洛斯。